# Ladejarlerne
Ladejarlerne var herskere af herresædet Lade i Trondheim i fem generationer fra Håkon Grjotgardsson (grjot = sten) sidst i 800-tallet til Håkon Eiriksson sidst i 1020'erne.
Ladejarlerne nedstammede efter al sandsynlighed fra Håløyg-slægten fra Hålogaland, og balancerede deres magtposition mellem økonomisk styrke og handel på den ene side, og støtte fra bønder og landadel på den anden. Særligt vigtigt for jarlemagtens "udenrigs"-handel var kontrollen med den såkaldte finneskat, og handel med varer såsom sælskind, hvalrostænder og andre produkter nordfra til kontinentet. Ottar fra Hålogaland berettede således omkring år 890 om sin handelsrute fra den nordligste del af Norge via Skiringssal, Hedeby og Friesland til London. Der har været ret regelmæssig kontakt vestpå, da Vølundkvadet skal være blevet til i Hålogaland under stærk påvirkning af angelsaksiske digte.
Vi hører om mange jarler i vikingetidens skjaldekvad. Det var en hædersbetegnelse på enhver velrenommeret og velstående mand i den norrøne verden; men ladejarlerne benyttede den som en arvelig fyrstetitel, nærmest ligeså eksklusiv som kongetitlen.
Politisk blev jarlemagten flere gange udfordret af kongemagten ved Harald Hårfager, Håkon den Gode, Harald Gråfeld og Olav Tryggvason, som ønskede at svække ladejarlernes magt til fordel for et samlet norsk kongerige. Fra sidste halvdel af 900-tallet indgik ladejarlen Håkon jarl en taktisk alliance med den danske kong Harald Blåtand og var i perioder i realiteten enekonge i Norge, omend med titel af jarl.

## Den første ladejarl, Håkon Grjotgardsson
Grjotgardsson var dynastiets første sikre overhoved og førte med held krig mod andre høvdinge. Omkring 900 flyttede han sit magtcentrum mod syd, og etablerede sig på den gamle storgård ved tingstedet Lade på et højdedrag ved Nidelvens udløb i Trondheimsfjorden.

## Den anden ladejarl, Sigurd Håkonsson
Da Grjotgardsson blev dræbt omkring 910, overtog hans søn Sigurd Håkonsson hans position og titel. Sigurd var gift med Bergljot Toresdatter, angiveligt en datterdatter af Harald Hårfager og hans kone Gyda. Sigurd ladejarl allierede sig med kong Håkon den gode mod Erik Blodøkses sønner, men støttede ikke kongen i hans ønske om at indføre kristendommen i Norge. Sigurd fortsatte at blote til de gamle guder, og skjalden Kormak Ogmundsøn siger i Sigurdsdråpa, et digt til ladejarlens ære gengivet i Håkon den Godes saga:
Ikke behøves at bringe
æske eller ølkande med
til jarlens gæstebud.
Guderne sveg Tjasse.
Hvem vil ej med glæde
gå til blotgildet
som den gavmilde fyrste giver?
Gram kæmpede for guldet.
Efter at Håkon den gode var faldet, skal Harald Gråfeld have allieret sig med Sigurd jarls yngre bror Grjotgard, og sammen skal de have overfaldet jarlen, mens han besøgte gården Aglo i Stjørdal. Her blev han brændt inde, ifølge de islandske annaler i 962 eller 963. Skjalden Eivind Skaldaspillir berettede om dette i sit kvad Håløygjatal:
(Sigurd) lod livet
da landsherskerne
angreb ham
inde på Skatvol.

## Den tredje ladejarl, Håkon Sigurdsson
Håkon jarl underkastede sig kong Harald Blåtand i Jylland for med hans hjælp at få nedkæmpet Erik Blodøkses sønner. Harald Gråfeld blev dræbt i et baghold i Limfjorden, og hans brødre flygtede til England for aldrig at vende tilbage. Dermed var Harald Hårfagers dynasti omsider fordrevet fra Norge, mens ladejarlenes storhedstid begyndte. Harald Blåtand kaldte sig Norges konge, og anså Håkon jarl som sin norske vasal; men i realiteten var det jarlen, der sad med magten over hele den vestnorske kystlinje fra det høje nord til Agder.
Håkon jarl dræbte også sin farbror Grjotgard, der havde sveget hans far Sigurd. Skjalden Einar Skålaglam kvad om det slag:
Jarlen slog med hjelmhagl
fjender i hjel. Kvadet
vokser voldsomt for mig,
et væld af Odinsmjøden.
Den gang i våbenbygen
styrted', ramt af sværdlyn,
tre sønner af jarler.
Glans står af folkets hjælper.
Omkring 985 brød Håkon jarl med sin danske overherre. Harald Blåtand sendte en krigsflåde nordpå, men ladejarlens flåde sejrede i slaget ved Hjørungavåg. Nogle få år senere døde Blåtand, og hans søn Svend Tveskæg havde blikket rettet mod England. I et tiår var Håkon jarl den mægtigste mand, som havde levet i Norge; men i 995 gik Olav Tryggvason i land i Sunnhordland. Han var allieret med den engelske konge, Æthelred, og delte rundhåndet ud af engelsk sølv til dem, der gik i forbund med ham mod Håkon jarl. Jarlens liv endte skammeligt i svinestien hos hans frille Tora i Gauldalen, hvor han og hans træl Tormod Kark gemte sig for Tryggvason. Kark havde hørt, at der var en pris for jarlens hoved; han dræbte sin herre og bragte den følgende dag hans hoved til Tryggvason, der opholdt sig på Lade. Men den lovede belønning fik trællen aldrig; i stedet lod Olav Tryggvason hans eget hoved hugge af.  Historien om drabet på Kark indgår dog sandsynligvis i rækken af bibelske tilpasninger, inspireret af, at kong David lod amalekitten dræbe, fordi denne havde dræbt Saul, skønt Saul var Davids fjende og ovenikøbet hårdt såret, så han havde bedt amalekitten om at slippe for at pines længere.

## Den fjerde ladejarl, Erik Håkonsson
Erik ladejarl var søn af en lavættet kvinde, der efter drengens fødsel bragte ham frem for den mægtige Håkon jarl, der lod Erik opfostre hos sin nære ven Torleiv den spage (dvs. den milde, kloge) i Melhus. Erik jarl deltog både i slaget ved Hjørungavåg i 986 og slaget ved Svold i 1000, og var derefter blandt de mægtigste mænd i Norden. Senest i 1015 rejste han dog til England, men efterlod isn søn Håkon i Norge. I England kæmpede Erik jarl sammen med Knud den store, som ville generobre det kongedømme hans far, Svend Tveskæg, havde vundet lige før sin død. Derefter var Erik også jarl i Northumbria, med herredømme over en fjerdedel av England. Hans indsats ser ud til at have været av væsentlig betydning for Knuds sejr i England.

## Den femte ladejarl, Håkon Eiriksson
Håkon Eiriksson var søn af Erik ladejarl og Svend Tveskægs datter Gyda. Han deltog ifølge sagaerne og en skjaldestrofe i slaget ved Helgeå. I 1029 var han tilbage i England, sandsynligvis for at gifte sig med Knud den stores søsterdatter Gunnhild. På vej tilbage til Norge forsvandt han på havet. Det blev aldrig opklaret, hvad der var sket.